# Тед Шермен
Тед Шермен (англ. Ted Scherman; нар. 3 жовтня 1966) — колишній американський тенісист.
Найвищу одиночну позицію світового рейтингу — 482 місце досяг 10 вересня 1990, парну — 114 місце — 8 червня 1992 року.

## Титули на челленджерах

### Парний розряд: (2)
| Ранг | Рік  | Турнір     | Покриття | Партнер     | Суперники               | Рахунок       |
| ---- | ---- | ---------- | -------- | ----------- | ----------------------- | ------------- |
| 1.   | 1989 | Аптос, США | Тверде   | Стів Девріє | Браян Шелтон Кенні Торн | 6–3, 1–6, 6–2 |
| 2.   | 1990 | Гуам       | Тверде   | Стів Девріє | Метт Енгер Ендрю Кастл  | 6–1, 3–6, 7–6 |